# 廃止・失効した教育法令一覧
廃止・失効した教育法令一覧（はいし・しっこうしたきょういくほうれいいちらん）は、日本において廃止されたか、もしくは効力を失っている、教育に関する法令の一覧である。

## 法律
- 学校及図書館特別会計法（1907年制定、1944年廃止）
- 学校特別会計法（1944年制定、1947年廃止）
- 官立学校及図書館会計法（1890年制定、1907年廃止）
- 義務教育費国庫負担法（1940年制定、1951年廃止）　※旧法
- 教育委員会法（1948年制定、1956年廃止）
- 教育基金特別会計法（1899年制定、1943年廃止）
- 公立養護学校整備特別措置法（1956年制定、2006年廃止）
- 国立学校設置法（1949年制定、2004年廃止）
- 国立学校特別会計法（1964年制定、2003年廃止）
- 市町村義務教育費国庫負担法（1918年制定、1940年廃止）
- 市町村立小学校教育費国庫補助法／国民学校教育費国庫補助法（1900年制定、1941年改正、1943年廃止）
- 実業教育費国庫補助法（1894年制定、1951年廃止）
- 青年学校教育費国庫補助法（1939年制定、1947年廃止）
- 大学特別会計法（1921年制定、1944年廃止）
- 地方学事通則（1890年制定、1948年廃止）
- 帝国大学特別会計法（1907年制定、1921年廃止）
- 日本体育・学校健康センター法（1985年制定、2002年廃止）
- 文部省設置法（1949年制定、1999年廃止）
- 京都帝国大学臨時政府支出金ニ関スル法律（1913年制定、1954年廃止）
- 東京帝国大学及京都帝国大学臨時政府支出金ニ関スル法律（1917年制定、1918年廃止）
- 京都帝国大学臨時政府支出金ニ関スル法律（1917年制定、1954年廃止）
- 東京帝国大学及京都帝国大学臨時政府支出金繰入ニ関スル法律（1918年制定、1921年廃止）
- 東京帝国大学及京都帝国大学臨時政府支出金ニ関スル法律（1919年制定、1925年廃止）
- 東京帝国大学臨時政府支出金繰入ニ関スル法律（1922年制定、1954年廃止）
- 東京帝国大学臨時政府支出金繰入ニ関スル法律（1923年制定、1954年廃止）
- 東京帝国大学臨時政府支出金繰入ニ関スル法律（1923年制定、1954年廃止）
- 神戸商業大学移転改築費ニ関スル法律（1929年制定、1927年廃止）
- 大阪帝国大学工学部設置ニ付帝国大学特別会計及官立大学特別会計ノ関渉ニ関スル法律（1933年制定、1954年廃止）
- 東京高等農林学校及函館高等水産学校ノ創設ニ伴フ帝国大学特別会計及学校及図書館特別会計ノ関渉ニ関スル法律（1935年制定、1954年廃止）
- 東京農業教育専門学校創設ニ伴フ帝国大学特別会計及学校及図書館特別会計ノ関渉ニ関スル法律（1937年制定、1954年廃止）
- 神戸商業大学移転改築費ニ充用シタル金額ノ補填ニ関スル法律（1937年制定、1954年廃止）
- 名古屋帝国大学創設ニ伴フ帝国大学特別会計及官立大学特別会計ノ関渉ニ関スル法律（1939年制定、1954年廃止）
- 大学の運営に関する臨時措置法（1969年制定、2001年廃止）

## 勅令
- 学位令（1887年制定、1947年廃止）
- 寄附財産ヲ以テ設置スル官立公立学校ニ関スル件（1900年制定）
- 樺太国民学校令（1941年制定、1943年廃止）
- 樺太青年学校令（1942年制定、1943年廃止）
- 樺太ニ於ケル小学校ニ関スル件（1908年制定、1941年廃止）
- 教員免許令（1900年制定、1947年廃止）
- 高等学校令（1894年制定、1947年廃止）
- 高等女学校令（1899年制定、1943年廃止）
- 高等中学校令（1911年制定、1918年廃止）
- 公立学校ニ学校医ヲ置クノ件／学校医、幼稚園医及青年訓練所医令／学校医及幼稚園医令（1898年制定、1929年・1935年改称、1958年廃止）
- 市制町村制ヲ施行セサル地方ノ小学教育規程（1892年制定、1941年廃止）
- 実業学校令（1899年制定、1943年廃止）
- 実業補習学校教員養成所令（1920年制定、1935年廃止）
- 師範学校令（1886年制定、1897年廃止）
- 師範教育令（1897年制定、1947年廃止）
- 小学校令／国民学校令（1886年制定、1941年全部改正、1947年廃止）
- 諸学校通則（1886年制定、1900年廃止）
- 私立学校令（1899年制定、1947年廃止）
- 青年学校令（1935年制定、1947年廃止）
- 青年訓練所令（1926年制定、1935年廃止）
- 青年学校教員養成所令（1935年制定、1944年廃止）
- 戦時教育令（1945年制定、同年廃止）
- 専門学校令（1903制定、1947年廃止）
- 大学令（1918年制定、1947年廃止）
- 台湾教育令（1919年制定）
- 台湾公学校令（1898年制定、1907年廃止）
- 中学校令（1886年制定、1943年廃止）
- 中等学校令（1943年制定、1947年廃止）
- 朝鮮教育令（1911年制定）
- 帝国大学令／国立総合大学令（1886年制定、1947年改称、1949年廃止）
- 図書館令（1899年制定、1950年廃止）
- 盲学校及聾唖学校令（1923年制定、1947年廃止）
- 文部省官制（1886年制定、1949年廃止）
- 幼稚園令（1926年制定、1947年廃止）
- 陸軍現役将校学校配属令（1925年制定、1945年廃止）
- 臨時教員養成所官制（1902年制定、1949年廃止）

## 太政官布告
- 学制（1872年制定、1879年廃止）
- 教育令（1879年制定）